# Jean II Casimir Vasa
Pour les articles homonymes, voir Jean II et Casimir V.
Jean II Casimir Vasa (en polonais : Jan II Kazimierz Waza), né le 22 mars 1609 à Cracovie et mort le 16 décembre 1672 à Nevers, fils du roi de Pologne Sigismond Vasa, est un aristocrate suédo-polonais, roi de Pologne et grand-duc de Lituanie de 1648 à 1668, qui a aussi porté le titre du roi de Suède. 
Son règne marque le début du déclin de la république des Deux Nations, qui doit faire face aux soulèvements cosaques de Bohdan Khmelnytsky (1648-1657), à une invasion suédoise (1655-1660) et à la guerre russo-polonaise de 1654-1667, achevée avec des pertes territoriales importantes dans le grand-duché de Lituanie. 
Seul roi de l'histoire de la Pologne à renoncer volontairement à la couronne, il choisit l'exil après son abdication, se retirant en France, pays d'origine de son épouse, où il devient abbé commendataire de Saint-Germain-des-Prés de Paris, de la Trinité de Fécamp, de Saint-Martin de Nevers et de la Sainte-Trinité de Tiron (1670-1672).

## Biographie

### Jeunesse et formation
Jean Casimir est le deuxième fils du roi de Pologne et grand-duc de Lituanie Sigismond III Vasa (fils du roi de Suède Jean III et petit-fils de Gustave Vasa, fondateur de la dynastie) et de l'archiduchesse Constance d'Autriche (1588-1631). 
Élevé dès son plus jeune âge à la cour de son père à Varsovie, il est très influencé par sa mère et par son entourage jésuite. 
Au fil du temps, il devient à la cour de Pologne un des piliers de la faction catholique et pro-autrichienne.
Il passe sa jeunesse en activités militaires, accompagnant son père lors de la campagne contre la Suède en 1629 puis son frère Ladislas devenu roi en 1632 (Ladislas IV Vasa) dans la guerre de Smolensk en 1633.

### Au service de l'Autriche (1635-1640)
Il s'engage ensuite au service de l'Autriche (1635) et participe en tant que colonel à la campagne malheureuse contre la France en Lorraine. 
En 1637, il est présent à Vienne lors du mariage de Ladislas IV avec l'archiduchesse Cécile-Renée, marquant le rapprochement du roi de Pologne avec l'empereur. 
En 1638, il est envoyé par mer d'Italie en Espagne, dirigée par une autre branche des Habsbourg, où on lui promet les dignités de vice-roi du Portugal et d'amiral de la flotte. 
La France suivant de près les actions de cet allié de la maison d'Autriche, il est intercepté au large des côtes de Provence, et, sur ordre du cardinal Richelieu, emprisonné pour espionnage contre les Habsbourg d'Espagne[pas clair]. Il reste en captivité de 1638 à 1640, servant à la France de moyen de pression sur Ladislas IV afin qu'il ne soutienne pas les forces impériales pendant la guerre de Trente Ans. Un représentant polonais venu à Paris pour libérer le frère du roi de Pologne doit confirmer sa neutralité.

### Dignitaire religieux (1643-1648)
En 1643, Jean Casimir se rend en Italie, où il rejoint l'ordre des Jésuites. Sans prononcer de vœux religieux, il est nommé cardinal par le pape Innocent X en 1646, mais a de l'aversion pour cette dignité, qui l'empêche de pouvoir se marier.

### Roi de Pologne

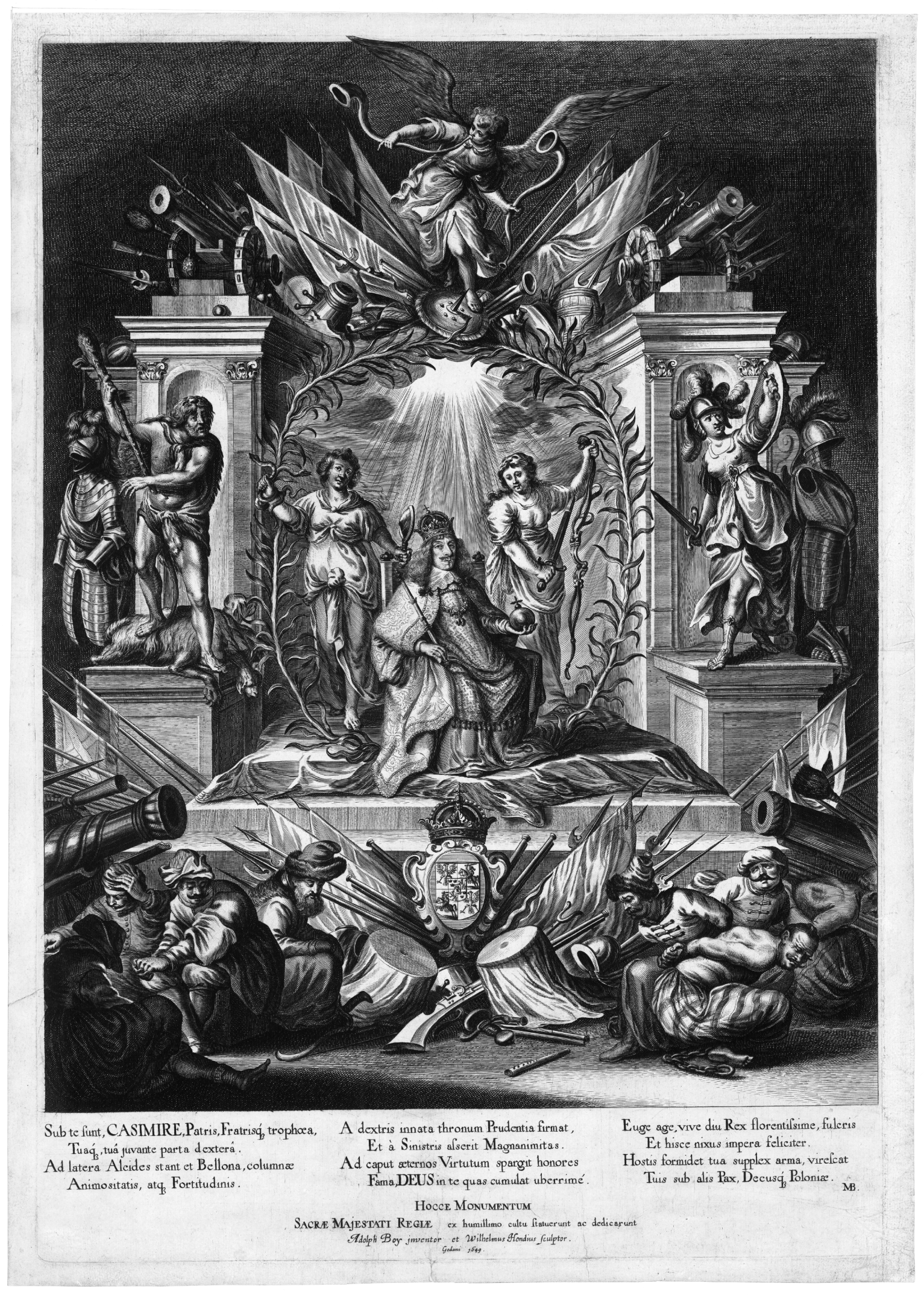
Apothéose du roi polonais Jean II, gravure de Willem Hondius, qui s'est engagé avec les forces polonaises en 1651.

Après la mort subite de Ladislas IV en mai 1648, Jean Casimir renonce à la dignité de cardinal et est élu au trône de Pologne le 17 novembre 1648 grâce au soutien du grand chancelier de Pologne Jerzy Ossoliński (en) et de la reine Louise-Marie de Gonzague, veuve de Ladislas, qu'il épouse en 1649. 
Il arrive au pouvoir dans un pays déchiré par des conflits internes et externes. 

#### La guerre contre les cosaques
Un soulèvement des Cosaques zaporogues dirigé par l'hetman Bohdan Khmelnytsky éclate en 1648, et, bientôt soutenu par une partie de la population ukrainienne et allié au khanat de Crimée, ravage l'Ukraine. L'armée polonaise est envoyée, mais, assiégée à Zbaraż par celle des Cosaques et des Tatars, échoue à reprendre le contrôle de la situation. 
Un traité est signé le 18 août 1649 à Zborów (aujourd'hui Zboriv, en Ukraine) avec le khan et Bogdan Khmelnitski. 
Puis la guerre reprend. En juin 1651, Jean Casimir remporte la bataille de Berestechko, mais les combats continuent car les cosaques s'allient avec la Russie, tandis que la Suède envahit la Pologne.

#### L'opposition de la noblesse polonaise
La réticence des nobles envers ce roi impopulaire, jugé fier et hautain[réf. nécessaire], grandit et une coalition de magnats (familles Opaliński, Lubomirski, Leszczyński, Radziwiłł) se forme dans les années 1652-1653. 
En 1652, l'usage du liberum veto provoque la dissolution de la Diète à la demande d'un de ses membres pour la première fois dans l'histoire de la république des Deux Nations.

#### La guerre contre la Russie (1654-1667)
Après l'accord des cosaques avec le tsar, concrétisé par le traité de Pereyaslav rattachant l'Ukraine à la Russie, une guerre russo-polonaise (1654-1667) éclate. 
Elle prend fin avec la trêve d'Andrusovo (1667), en vertu de laquelle la république des Deux Nations perd, entre autres, la rive gauche (orientale) du Dniepr, notamment Kiev (actuelle Ukraine), et la région de Smolensk (actuelle Russie).

#### La guerre contre la Suède (1655-1660)
Elle est suivie d'une attaque des Suédois (1655) qui profitent de l'engagement de la Pologne sur son flanc oriental. Jean Casimir tente d'organiser la défense, mais la trahison des magnats (Hieronim Radziejowski (en), Janusz Radziwiłł, Krzysztof Opaliński) qui se rallient à Charles X, permet aux Suédois d'envahir la Pologne. C'est le « déluge ». Le roi s'enfuit en Silésie. 
Édifié par la révolte populaire qui accompagne les exactions des Suédois qui prennent l'allure d'une croisade protestante et par la résistance du monastère de Jasna Góra assiégé, Jean Casimir publie à Opole en novembre 1655 un manifeste appelant tous les Polonais à la guerre. Il retourne ensuite au pays et prend personnellement le commandement de la lutte contre l'envahisseur. Bientôt, il rassemble autour de lui ceux qui ont auparavant soutenu Charles X. Le 1er avril 1656 à Lwów, le roi promet solennellement de soulager le sort des paysans et remet son royaume sous la protection de la Vierge Noire de Jasna Góra. 
Ayant obtenu la défection du prince-électeur de Brandebourg (relevant du Saint-Empire), qui est aussi duc de Prusse (vassal du royaume de Pologne), il libère Varsovie. En parallèle de l'action militaire, son action diplomatique aboutit à la création d'une coalition anti-suédoise des Tatars, de la Russie, de l'empereur Ferdinand III et du Danemark et annule ainsi les plans de partition de la République polono-lituanienne par la Suède, le Brandebourg, la Transylvanie et une Ukraine révoltée. Elle permet aussi de repousser l'invasion de Pologne par le prince de Transylvanie Georges II Rákóczi (1657).
Pour prix de l'alliance contre les Suédois, l'électeur de Brandebourg obtient de Jean Casimir la souveraineté sur le duché de Prusse (capitale : Königsberg) par le traité de Bromberg (1657). 
Aux termes du traité de paix avec les Suédois signé à Oliwa en 1660, le roi de Pologne conserve son titre de roi de Suède, mais doit renoncer aux droits successoraux pour ses descendants. Il cède aussi la Livonie, occupée par la Suède depuis 1620. 

#### L'abdication

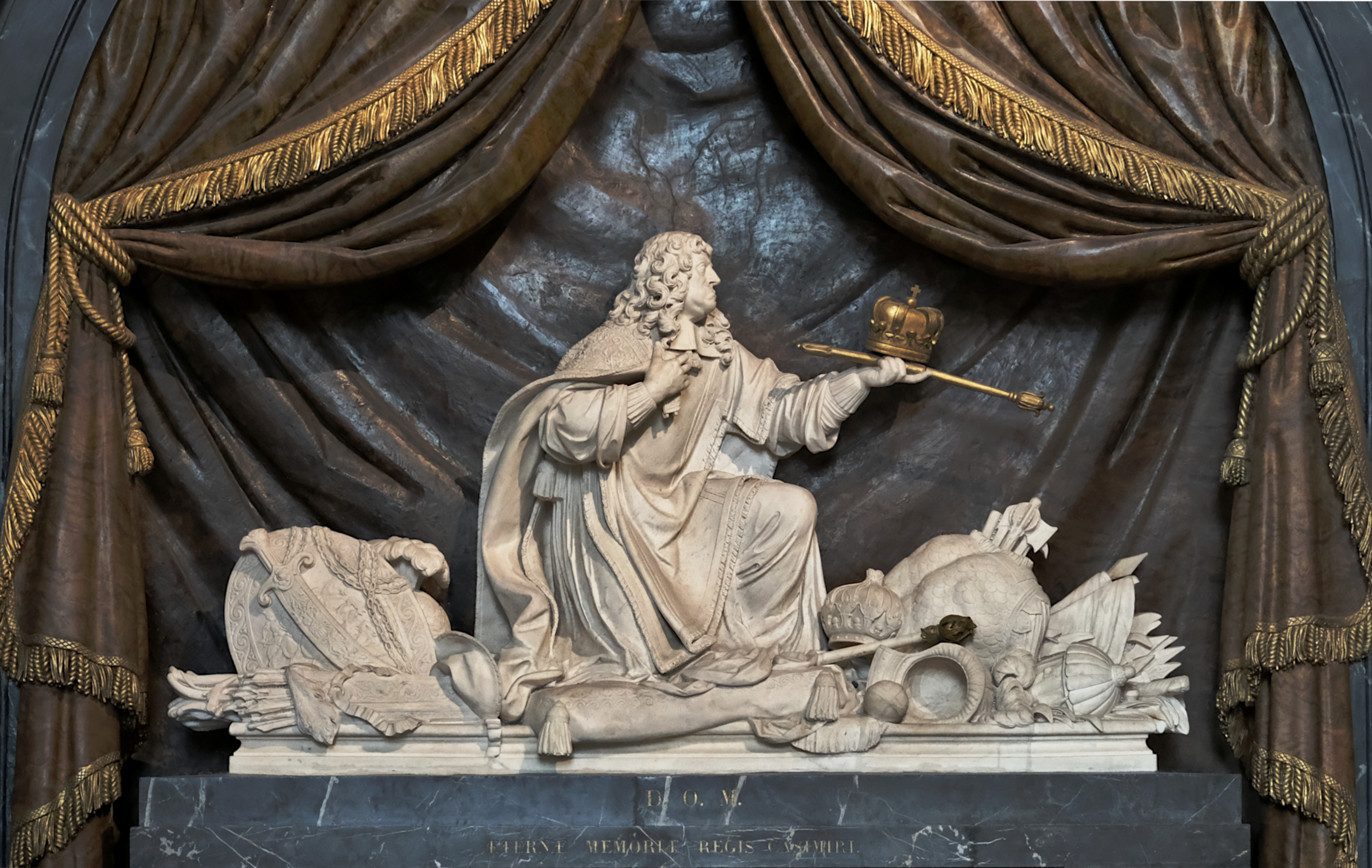
Cénotaphe de Jean II Casimir Vasa dans la chapelle Saint-François-Xavier de l'abbatiale Saint-Germain-des-prés de Paris.

La rébellion de Jerzy Lubomirski (en) (1665-1666) contre le roi Jean Casimir accusé de vouloir implanter en Pologne l'absolutisme à la Louis XIV (sous l'influence de sa femme française) se solde par la défaite du roi à Mątwy (en) en 1666. Bien qu'elle soit suivie de la reddition des rebelles, cette guerre civile affaiblit encore plus l'autorité du monarque et empêche les réformes de l'État. Tous ces échecs, suivis de la mort de sa femme Louise-Marie de Gonzague (1667), poussent Jean Casimir à abdiquer le 16 septembre 1668.

### L'exil en France
Il se retire en France en 1670 et devient abbé commendataire des abbayes de Saint-Germain-des-Prés à Paris, de la Trinité à Fécamp et de Saint-Martin à Nevers. Il meurt le 16 décembre 1672. Il est inhumé dans l'abbatiale de Saint-Germain-des-Prés à Paris, où l’on peut toujours voir son imposant cénotaphe. En 1676, son corps est transféré à Cracovie et inhumé dans la crypte Vasa au château royal de Wawel.